# فدوة عيونك (ألبوم)
ألبوم "فدوة عيونك" للفنانة أحلام تم اطلاقه عام 2021م بعد غياب طويل للفنانة احلام عن الألبومات. يوجد في الالبوم 25 أغنية وتم تصوير جميع الاغاني "بفيديو كليب" ونزل الألبوم على جزئين الجزء الاول يحمل 11 أغنية والجزء الثاني يحمل 14 أغنية.

## أغاني الألبوم الجزء الاول
| أسم الاغنية | غناء  | كلمات                            | ألحان             | توزيع         |
| ----------- | ----- | -------------------------------- | ----------------- | ------------- |
| فدوة عيونك  | أحلام | الأمير خالد الفيصل ( دايم السيف) | الموسيقار طلال    | خالد عز       |
| عيوني بس    | أحلام | قوس                              | سهم               | مدحت خميس     |
| حزين        | أحلام | مساعد الرشيدي                    | سهم               | خالد عز       |
| زوبعه       | أحلام | منصور البلوي                     | عبدالرحمن العثمان | خالد عز       |
| يا ادمي حس  | أحلام | فيصل الشعلان                     | ناصر الصالح       | خالد عز       |
| دفتر وممحاه | أحلام | عبدالرحمن العثمان                | عبدالرحمن العثمان | أسامة الهندي  |
| الله يرحمه  | أحلام | معتزه                            | عبدالرحمن العثمان | مشاري اليتيم  |
| دمعهٍ زرقا   | أحلام | الجادل                           | عبدالرحمن العثمان | مشاري اليتيم  |
| الفرقا      | أحلام | تركي ال الشيخ                    | نواف عبدالله      | عدنان عبدالله |
| خاطري ضايق  | أحلام | الأمير بدر بن عبدالمحسن          | عزوف              | خالد عز       |
| ابن التراب  | أحلام | حسان العبيدلي                    | عبدالقادر الهدهود | بشار سلطان    |

## أغاني الألبوم الجزء الثاني
| اسم الاغنية           | غناء  | كلمات                     | ألحان             | توزيع        |
| --------------------- | ----- | ------------------------- | ----------------- | ------------ |
| ما سألت إلا عليك      | أحلام | الامير سعود بن عبدالله    | سهم               | بشار سلطان   |
| تمرّد                  | أحلام | الأول                     | عبدالله البدر     | هشام السكران |
| موعدنا الأخير         | أحلام | منصور البلوي              | عبدالرحمن العثمان | خالد عز      |
| لا يروح الليل         | أحلام | منصور البلوي              | عبدالرحمن العثمان | خالد عز      |
| سر معلن               | أحلام | الأمير سعود بن عبدالله    | سهم               | رأفت         |
| بعض الناس             | أحلام | خالد العوض                | ناصر الصالح       | أسامة الهندي |
| بعض الأوقات           | أحلام | الأمير محمد بن عبدالعزيز  | عزوف              | بشار سلطان   |
| عشان إِتْتُوب            | أحلام | قوس                       | عبدالرحمن العثمان | هشام السكران |
| لابارَك الله في الغياب | أحلام | عبدالرحمن العثمان         | أحمد الهرمي       | سيروس        |
| تشرق الشمس وتغيب      | أحلام | الأمير عبدالرحمن بن مساعد | صادق الشاعر       | وليد فايد    |
| تسولف عبرتي           | أحلام | عبدالله ابوراس            | ناصر الصالح       | خالد عز      |
| ما به تفاصيل          | أحلام | الامير سعود بن عبدالله    | محمود خيامي       | روكيت        |
| بريء                  | أحلام | سعود البابطين             | سهم               | بشار سلطان   |
| خطاك اللاش            | أحلام | عبدالرحمن العثمان         | عبدالرحمن العثمان | خالد عز      |

## حفلة تدشين ألبوم فدوة عيونك
في تاريخ 13 ديسمبر2021 تم الاعلان عن حفلة تدشين ألبوم فدوة عيونك في الرياض ضمن فعاليات موسم الرياض في مسرح أبو بكر سالم. أقيمت الحفلة تاريخ 23 ديسمبر 2021 بيعت جميع التذاكر في أقل من 12 ساعة! ، وكانت الحفلة من تنظيم شركة بنش مارك.

## أغنية حزين
أغنية حزين أكثر أغنية حققت نجاح في ألبوم فدوة عيونك للفنانة احلام ، وهي اعلى اغنية في المشاهدات للفنانة أحلام حيث تعدت الـ60 مليون مشاهدة ، وهي من كلمات الشاعر الراحل مساعد الرشيدي ومن ألحان الأمير أحمد بن سلطان (سهم) ، وقد القاها شاعرها الراحل مساعد الرشيدي قبل رحيله في لقاء ياهلا رمضان عام 2016م قبل نزول الأغنية بـخمس أعوام.